# Flughafen Nuku Hiva

i7
i11
i13
Der Flughafen Nuku Hiva (IATA-Code: NHV, ICAO-Code: NTMD) liegt 19 km nordwestlich des Dorfes Taiohae auf der Insel Nuku Hiva in Französisch-Polynesien. Er wird auch als Nuku Taha (verlassene Erde) bezeichnet.

## Flugziele
Air Tahiti ist die einzige Fluggesellschaft, welche den Flughafen im regulären Flugbetrieb anfliegt.
| Fluggesellschaft | Ziele                            |
| ---------------- | -------------------------------- |
| Air Tahiti       | Atuona, Papeete, Ua Huka, Ua Pou |